# Loureedia
Loureedia is een geslacht van spinnen uit de familie van de fluweelspinnen (Eresidae).
Het geslacht is in 2012 vernoemd naar Lou Reed, die van 1964 tot 1970 voorman was van The Velvet Underground. Toevalligerwijs is de Engelse benaming voor de onder de grond levende fluweelspinnen velvet spiders.

## Soorten
- Loureedia annulipes (Lucas, 1857)
- Loureedia colleni Henriques, Miñano & Pérez-Zarcos, 2018
- Loureedia lucasi (Simon, 1873)
- Loureedia phoenixi Zamani & Marusik, 2020